# Laetmatophilus tuberculatus
Laetmatophilus tuberculatus is een vlokreeftensoort uit de familie van de Podoceridae. De wetenschappelijke naam van de soort is voor het eerst geldig gepubliceerd in 1859 door Bruzelius.